# آقامالیلر
آقامالیلر (به ترکی آذربایجانی: Ağamalılar) یک منطقه مسکونی در جمهوری آذربایجان است که در شهرستان ایمیشلی واقع شده است. آقامالیلر ۵۴۲ نفر جمعیت دارد.